# إتيان كابو

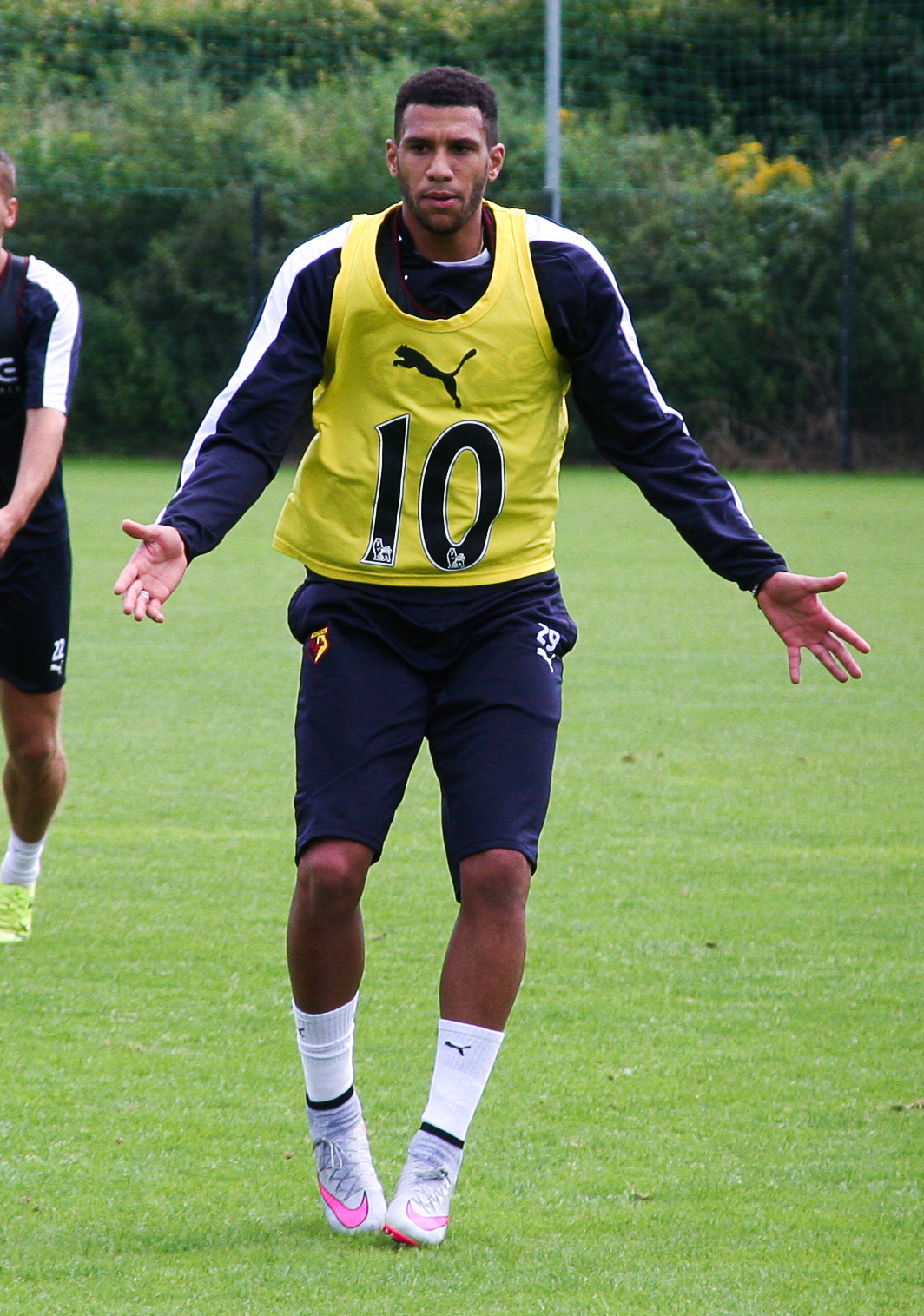

إتيان كابو (بالفرنسية: Étienne Capoue)‏ (مواليد 11 يوليو 1988 في نيور - فرنسا) لاعب كرة قدم فرنسي لعب لصالح نادي الدرجة الأولى تولوز الفرنسي منذ 2005 إلى 2021 في مركز قلب الدفاع كما يجيد اللعب في مركز الوسط المدافع بلعب حاليا في الدوري الأسباني لصالح نادي فياريال الأسباني.

## روابط خارجية
- إتيان كابو على موقع الاتحاد الأوربي (الإنجليزية)
- إتيان كابو على موقع رابطة كرة القدم الفرنسية للمحترفين (الإنجليزية)
- إتيان كابو على موقع إي إس بي إن إف سي (الإنجليزية)
- إتيان كابو على موقع قاعدة بيانات كرة القدم.إي يو (الإنجليزية)
- إتيان كابو على موقع بيانات كرة القدم. دي إي (الألمانية)
- إتيان كابو على موقع ليكيب (الفرنسية)
- إتيان كابو على موقع ناشيونال فوتبول تيمز (الإنجليزية)
- إتيان كابو على موقع Soccerbase.com (لاعب) (الإنجليزية)
- إتيان كابو على موقع Soccerway.com (الإنجليزية)
- إتيان كابو على موقع عالم كرة القدم.نت (الإنجليزية)